# Championnat des Antilles néerlandaises de football 1968
Navigation
Saison précédente Saison suivante
La saison 1968 du Championnat des Antilles néerlandaises de football est la huitième édition de la Kopa Antiano, le championnat des Antilles néerlandaises. Les deux meilleures équipes de Curaçao et d'Aruba se rencontrent lors d'un tournoi inter-îles. 
Les quatre clubs qualifiés sont regroupés au sein d'une poule unique où chaque équipe rencontre deux fois ses adversaires. L'équipe en tête de la poule est sacrée championne des Antilles néerlandaises.
C'est le CRKSV Jong Colombia, champion de Curaçao, qui est sacré cette saison après avoir terminé en tête de la poule, devant le SV Estrella, vice-champion d'Aruba. Il s’agit du second titre de champion des Antilles néerlandaises de l’histoire du club.
Le vainqueur de la Kopa Antiano se qualifie pour la Coupe des champions de la CONCACAF 1969.

## Clubs engagés
- CRKSV Jong Colombia - Champion de Curaçao 1968
- RKSV Scherpenheuvel - Vice-champion de Curaçao 1968
- SV Racing Club Aruba - Champion d'Aruba 1968
- SV Estrella - Vice-champion d'Aruba 1968

## Compétition
Le barème utilisé pour établir le classement est le suivant :
- Victoire : 2 points
- Match nul : 1 point
- Défaite : 0 point

| Rang | Équipe               | Pts | J | G | N | P | Bp | Bc | Diff |  | Résultats (▼ dom., ► ext.) | Sch | JCo | Bub | Dak |
| ---- | -------------------- | --- | - | - | - | - | -- | -- | ---- |  | -------------------------- | --- | --- | --- | --- |
| 1    | CRKSV Jong Colombia  | 9   | 6 | 4 | 1 | 1 | 11 | 5  | +6   |  | CRKSV Jong Colombia        |     | 1-2 | 4-0 | 1-1 |
| 2    | SV Estrella          | 6   | 6 | 3 | 0 | 3 | 9  | 8  | +1   |  | SV Estrella                | 0-1 |     | 1-2 | 3-1 |
| 3    | SV Racing Club Aruba | 5   | 6 | 2 | 1 | 3 | 7  | 13 | -6   |  | SV Racing Club Aruba       | 1-2 | 2-1 |     | 1-1 |
| 4    | RKSV ScherpenheuvelT | 4   | 6 | 1 | 2 | 3 | 9  | 10 | -1   |  | RKSV ScherpenheuvelT       | 1-2 | 1-2 | 4-1 |     |

|  | Qualification pour la Coupe des champions de la CONCACAF 1969 |
|  | T : Tenant du titre                                           |

## Bilan de la saison
| Championnat des Antilles néerlandaises de football 1968 |                                |
| Champion                                                | CRKSV Jong Colombia (2e titre) |
| Qualifications continentales                            |                                |
| Coupe des champions de la CONCACAF 1969                 | CRKSV Jong Colombia            |
| Promotions et relégations                               |                                |
| Promus en Kopa Antiano                                  | Aucun                          |
| Relégués                                                | Aucun                          |